# Bannykus

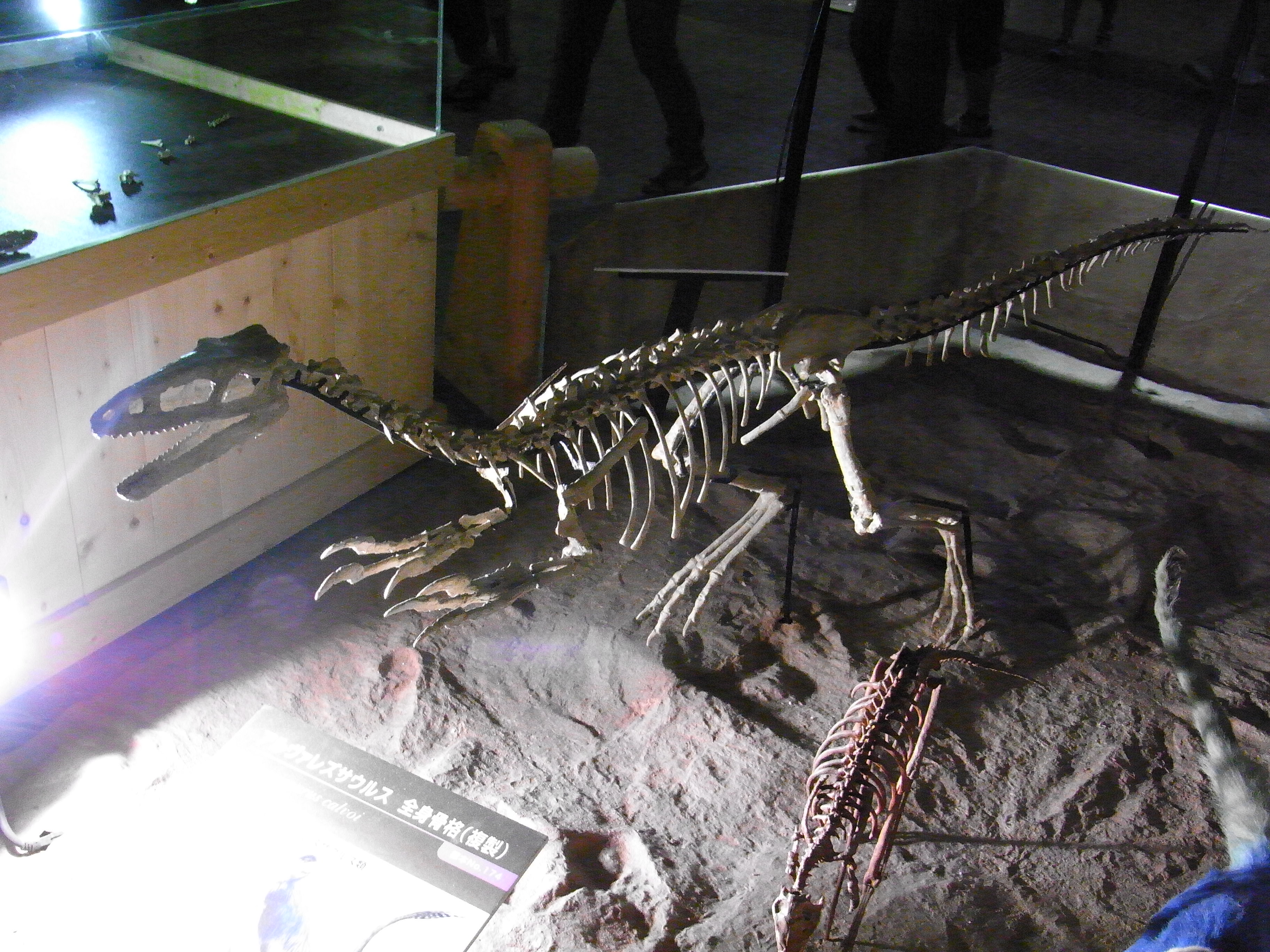
Reconstrução esquelética de um Bannykus

Bannykus foi um dinossauro alvarezssaurídeo do Cretáceo Inferior da Formação Bayin-Gobi da Mongólia Interior, China. Inclui uma espécie, Bannykus wulatensis. É grande para um alvarezssauro, com peso estimado em 24 kg com base na circunferência femoral.

## Descoberta

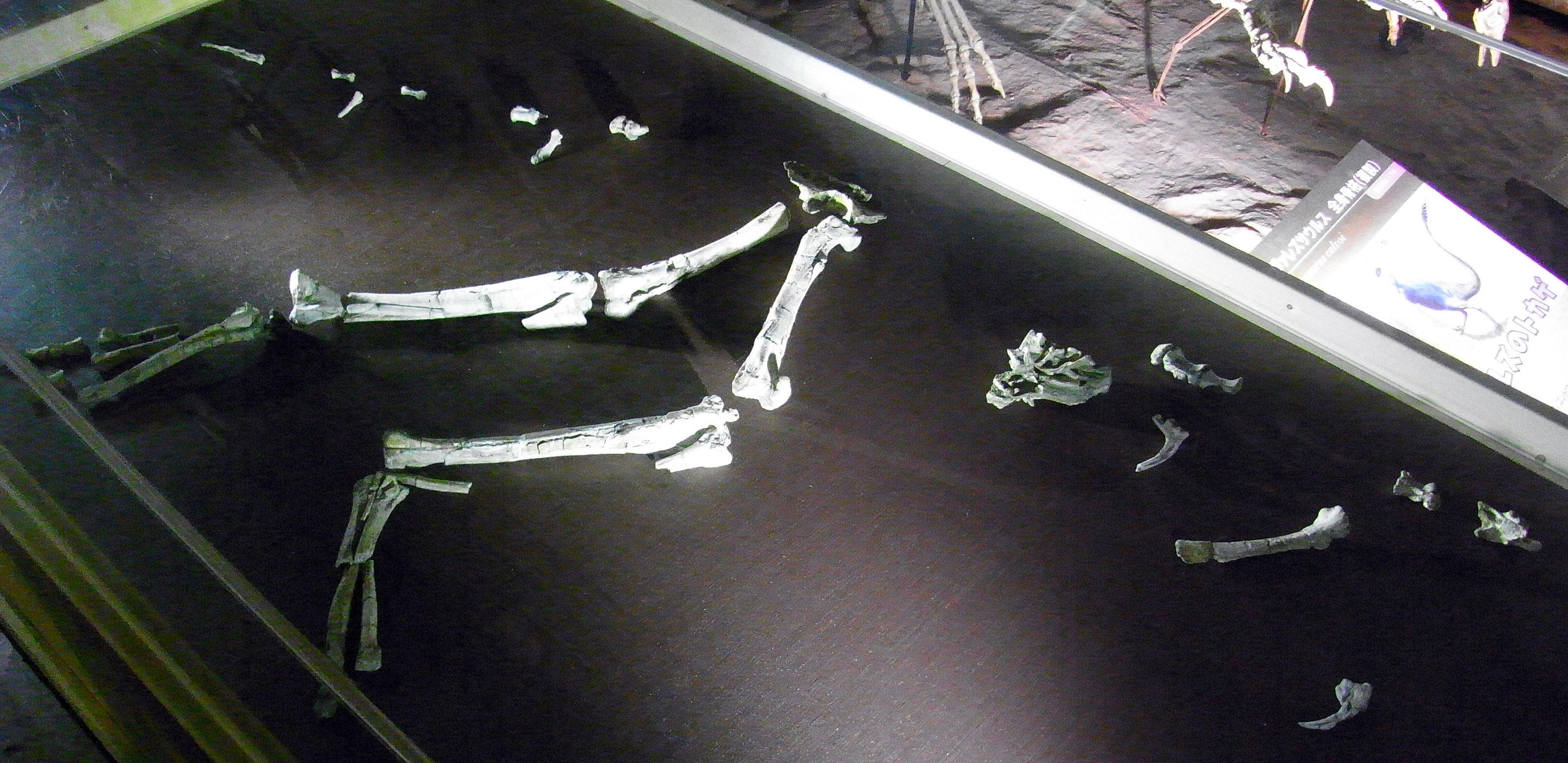
Holótipo descoberto exibido no Japão em 2012

O holótipo de Bannykus wulatensis é denominado IVPP V25026. Trata-se de um esqueleto incompleto parcialmente articulado, vindo da Formação Bayin-Gobi em Chaoge, Wulatehouqi, parte da região autônoma da Mongólia Interior, China. Ele foi descoberto em algum momento antes de 2012, quando seus restos mortais foram exibidos no Japão sob o nome não oficial de "Wulatesaurus". Recebeu o nome binomial de Bannykus wulatensis em 2018; seu nome genérico vem da palavra mandarim Ban (chinês: 半), que significa metade, e da palavra grega ônix, que significa garra. Isso se refere às características de transição vistas neste terópode. O nome específico refere-se a Wulatehouqi, o condado onde o holótipo foi encontrado.